# 宇津木家住宅
宇津木家住宅（うつきけじゅうたく）は、東京都青梅市西分町二丁目に所在する、1892年（明治25年）建築の歴史的建造物（民家）。
宇津木家住宅は、青梅街道に面していることから、旧青梅宿の景観を伝える建物と考えられ、また、青梅市史の資料から大屋根はもと杉板葺、ほかは杉皮葺とわかることから、この地域の明治期の町家形式を伝えていると考えられている。2007年（平成19年）に、国の登録有形文化財（建造物）に登録された。

## 文化財

### 登録有形文化財
- 登録年月日:2007年（平成19年）3月31日、種別:住宅/建築物、登録基準:造形の規範となっているもの。
- 年代:1892年（明治25年）建築、1908年（明治41年）改修、1940年（昭和15年）曳家、木造2階建、鉄板葺、建築面積117m2[1]。

## 交通アクセス
鉄道
- JR青梅線青梅駅より徒歩6分